# کلادکی
کلادکی (به چکی: Kladky) یک منطقهٔ مسکونی در جمهوری چک است که در ناحیه پروستییوو واقع شده‌است.
 کلادکی ۱۳٫۱۲ کیلومتر مربع مساحت و ۳۸۹ نفر جمعیت دارد و ۵۰۵ متر بالاتر از سطح دریا واقع شده‌است.